# Ulrich von Heyden
Ulrich von Heyden (* 12. Juni 1873 in Alexanderhof; † 22. April 1963 in Preetz) war ein deutscher Politiker, Landrat in den Landkreisen Ueckermünde und Prenzlau und Mitglied des Provinziallandtags der Provinz Brandenburg.

## Leben
Ulrich von Heyden war der Sohn des Gutsbesitzers Wichard von Heyden (1838–1917) und dessen Frau Marie Gräfin von Schwerin (1844–1918). Nach dem Besuch der Klosterschule Roßleben und eines weiteren Gymnasiums studierte er an der Universität Göttingen Rechtswissenschaften, wo er im Corps Saxonia aktiv war. 
1896 war er Gerichtsreferendar und 1898 Regierungsreferendar bei der Provinzialregierung in Stettin. 1902 wurde er Regierungsassessor im westpreußischen Marienwerder. In den Landratsämtern Sorau, Prenzlau und Marienwerder war er als Hilfsarbeiter tätig. Ab 1907 übernahm er kommissarisch das Landratsamt in Ueckermünde und wurde im folgenden Jahr Landrat des Landkreises Ueckermünde.
1917 arbeitete er kurze Zeit in Berlin beim Staatskommissar für Volksernährung. In der Mitte des folgenden Jahres erhielt er, wieder zuerst kommissarisch, den Posten des Landrats in Prenzlau und zog nach Alexanderhof. 1920 nahm er seinen Abschied, da er als Monarchist nicht auf die republikanische Regierung vereidigt werden wollte. Er wurde Mitglied des Kreisausschusses und des Provinziallandtags. Er war Vorsitzender der Kreisgenossenschaft und der Viehverwertungsgenossenschaft. Außerdem gehörte er dem Johanniterorden an.
Ulrichs Großmutter Athalie von Heyden geborene Fränkel, die Frau von Woldemar von Heyden, entstammte einer vom jüdischen Glauben zum Katholizismus konvertierten Familie. Mit dem Erstarken des Nationalsozialismus wurde seine Herkunft daher zur Grundlage zahlreicher Anfeindungen. Nach der Machtübernahme wurde er von den Nationalsozialisten gezwungen, seine Ämter und Mitgliedschaften aufzugeben. 
1945 wurde er im Zuge der Bodenreform in der SBZ enteignet und zunächst im Prenzlauer Gefängnis gemeinsam mit seiner Frau Irmgard und seiner Schwiegertochter Elisabeth inhaftiert. Er erhielt nach seiner Entlassung vorläufig eine Neusiedlerstelle in Wittenhof, wurde dann aber 1947 als ehemaliger Gutsbesitzer aus dem Kreis Prenzlau ausgewiesen. Er ging mit seiner Frau nach Preetz in Schleswig-Holstein, wo ihr Sohn Botho von Heyden eine Zuzugsgenehmigung für seine Eltern hatte.

## Familie
Ulrich von Heyden war seit 1904 mit Irmgard Stach von Goltzheim (1881–1961) verheiratet. Der Ehe entstammten zwei Söhne und drei Töchter.